# 84번가의 연인
84번가의 연인(84 Charing Cross Road)은 영국에서 제작된 데이빗 휴 존스 감독의 1987년 드라마, 멜로/로맨스 영화이다. 앤 밴크로프트 등이 주연으로 출연하였고 제프리 헬먼 등이 제작에 참여하였다.

## 출연

### 주연
- 앤 밴크로프트
- 안소니 홉킨스

### 조연
- 주디 덴치
- 진 드 베어

## 제작진
- 미술: 에일린 디스
- 미술: 에드워드 피소니
- 의상: 제인 그린우드
- 의상: 린디 헤밍